# Michalakis Timwios
Michalakis Timwios, gr. Μιχαλάκης Τύμβιος (ur. 15 grudnia 1948) – cypryjski strzelec, uczestnik Letnich Igrzysk Olimpijskich 1984 i Letnich Igrzysk Olimpijskich 1988.
W Los Angeles wystartował w skeecie, którego ukończył na 69 miejscu z wynikiem 96 na 200 możliwych punktów. Cztery lata później w Seulu zdobył 194 punkty i zajął 20. miejsce.